# Philip S. Lee

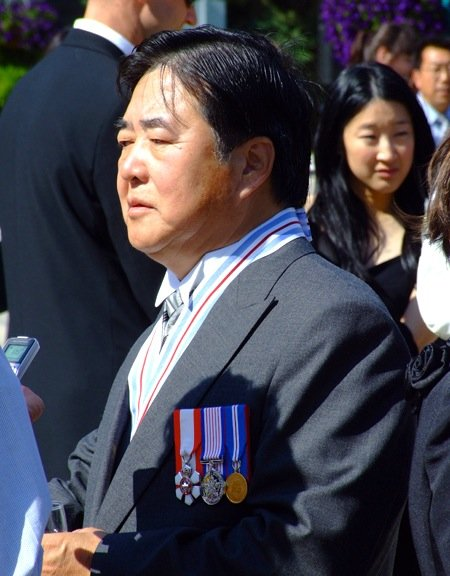
Philip Lee

Philip S. Lee, CM, OM (* 5. Mai 1944 in Hongkong; chin. 李紹麟) ist ein kanadischer Chemiker. Von 2009 bis 2015 war er Vizegouverneur der Provinz Manitoba und repräsentiert als solcher das Staatsoberhaupt, Königin Elisabeth II., auf Provinzebene.

## Biografie
Lee wanderte 1962 nach Kanada aus, um an der University of Manitoba sein Chemiestudium abzuschließen. 1967 wurde er von der Stadtverwaltung der Provinzhauptstadt Winnipeg als Forschungschemiker angestellt und nahm in den folgenden Jahren Untersuchungen in den Bereichen Wasserversorgung und Wasserqualität vor. Später stieg er zum Chefchemiker der städtischen Kontrollbehörde für Industrieabwässer auf.
Neben seiner beruflichen Tätigkeit, die er bis zu seiner Pensionierung 2005 ausübte, spielte Lee ab den 1970er Jahren eine bedeutende Rolle in der Gemeinschaft der chinesischen Einwanderer und förderte als Mitglied oder Vorsitzender zahlreicher Organisationen den kulturellen und wirtschaftlichen Austausch. Als Kandidat der Progressive Conservative Party of Manitoba kandidierte er 1977 ohne Erfolg bei den Wahlen zur Legislativversammlung von Manitoba. Danach war er bis 1981 Mitglied der Menschenrechtskommission der Provinz.
Für seine Verdienste um die Integration der chinesischen Einwanderer erhielt Lee mehrere Auszeichnungen, darunter 2002 den Order of Canada und 2009 den Order of Manitoba. Generalgouverneurin Michaëlle Jean vereidigte ihn am 4. August 2009 als Vizegouverneur von Manitoba. Dieses repräsentative Amt übte er bis zum 19. Juni 2015 aus.